# Steele City (Nebraska)
Steele City je selo u američkoj saveznoj državi Nebraska. Prema popisu stanovništva iz 2010. u njemu je živjelo 61 stanovnika.